# Simonetta Di Pippo
Simonetta Di Pippo (Roma, 1959) es una astrofísica italiana, directora de la Oficina de Naciones Unidas para Asuntos del Espacio Exterior (o UNOOSA).  

## Biografía
Simonetta Di Pippo se diplomó en física, orientación astrofísica y física espacial en la Universidad La Sapienza de Roma. En 1986 se incorpora al proyecto espacial italiano, que en 1988 dio lugar a la Agencia Espacial Italiana.
A lo largo de su carrera ha formado parte de varios programas internacionales. Desde 1989, fue delegada de Italia en la ESA para la Estación Espacial Internacional. Ha sido experta europea para el programa internacional de la NASA para la exploración de Marte. Ha colaborado en la preparación del Programa Aurora para la exploración robótica y humana del sistema solar.
En 2001 fue nombrada responsable de la ASI para la coordinación de la misión Marco Polo. De octubre de 2002 a mayo de 2008, asumió la responsabilidad del sector de Observación del Universo de la ASI. Desde el 1 de julio de 2005 hasta el 15 de abril de 2008 presidió el Consejo Director para los programas de vuelos tripulados, microgravedad y exploración en la Agencia Espacial Europea (ESA), mientras que en 2007 fue responsable de misión del astronauta italiano Paolo Nespoli a bordo del vuelo de la nave STS-120.
Fue directora de vuelos tripulados en la ESA de mayo de 2008 a marzo de 2011 y, sucesivamente, consejera especial del director general del ESA entre abril de 2011 y mayo de 2012. Simonetta Di Pippo es responsable del Observatorio para la Política Espacial Europea de la  Agencia Espacial Italiana (ASI) en Bruselas.
Desde junio de 2009, es presidenta y cofundadora de la Asociación internacional Women in Aerospace Europa, con sede en los Países Bajos.
Desde el mes de abril de 2013 forma parte del Global Board Ready Women, la lista de las potenciales tops mánagers redactado por las escuelas de negocios europeas en el marco de la iniciativa Women Se Boards. Elegida académica de la Academia Internacional de Astronáutica (IAA) en julio de 2013, condujo el estudio "Public/Private Human Access to Space" por cuenta de la IAA desde julio de 2012. Este estudio pretende analizar al nivel global la posibilidad desarrolladora del mercado de los vuelos vividos comerciales.
En marzo de 2014, fue nombrada directora del Oficina de Naciones Unidas para Asuntos del Espacio Exterior, con sede en Viena.

## Premios y distinciones
- Fue nombrada Oficial de la Orden del Mérito por el presidente italiano Carlo Azeglio Ciampi (2006).[5]
- La Unión Astronómica Internacional dio su nombre ("Dipippo") en 2008 al asteroide 21887 en reconocimiento de su contribución a la exploración espacial.[6]
- En mayo de 2013, la St. John University (Vinovo, Turín) le otorgó el doctorado Honoris Causa en Estudios Medioambientales.
- Premio Internacional Sebetia-Ter - Medalla de Oro del Presidente de la República por su contribución al sector espacial (2010).[7]
- Título de "visionaria del espacio" décerné por la Sociedad internacional de Visionarias del espacio (2007).

## Divulgación
Simonetta Di Pippo es el autora del libro Astronauti y ha colaborado a la redacción del capítulo sobre planetología de la Enciclopedia Treccani. También es la autora de numerosas publicaciones científicas (aproximadamente 60) y también de numerosos informes técnicos, de proposiciones científicas y de acuerdos de cooperación internacional (aproximadamente 50). Ha publicado artículos en periódicos y revistas, nacionales e internacionales. Sus actividades de enseñanza son numerosas en el Space Policy Institute de la Universidad George Washington, donde es profesora invitada, y en la Libera Università Internazionale degli Studi Sociali (LUISS) de Roma. También participa en tareas de divulgación en radio y televisión.

## Publicaciones
- Astronauti, Mursia, 2002
- Dai ghiacci della Enterró he ghiacci dell'Universo, Di Martino, Di Pippo y al., Erga Edizioni, 2007